# Fomepizol

Skelettstruktur av fomepizol

Fomepizol är ett läkemedel mot etylenglykolförgiftning och metanolförgiftning. Läkemedlet används ibland i kombination med hemodialys.

## Funktion
Fomepizol fungerar så att det binder till enzymet alkoholdehydrogenas (ADH) aktiva säte och då förhindrar ämnen som vanligtvis metaboliseras av enzymet att brytas ner. De ämnen som  alkoholdehydrogenas främst verkar på är metanol, etylenglykol och etanol. Både etylenglykolens och metanolens metaboliter är farliga för människokroppen.
- Etylenglykol metaboliseras först till glykolaldehyd som sedan bryts ner till metaboliterna glykolsyra, glyoxolat och oxalat. Förekomst av glyoxolat och oxolat i blodet leder till metabolisk acidos vilket är ett tillstånd då det arteriella blodets pH ligger under 7,35. Metabolisk acidos är ett livshotande tillstånd.

- Metanol  bryts i första steget av metaboliseringen ner till formaldehyd, i det andra steget omvandlas formaldehyd till metansyra (myrsyra) och det är denna metabolit som är den primära faktorn till metanolförgiftning, då myrsyra sänker kroppens pH och därigenom orsakar metabolisk acidos.

Fomepizol eliminerar alltså förekomsten av toxiska metaboliter genom att inaktivera enzymet ADH. När metanolen eller etylenglykolen inte bryts ner kommer det att föras ur blodet utan att ha haft någon som helst skadlig påverkan på kroppen.

## Metaboliter och elimination av fomepizol
Fomepizol bryts främst ner till metaboliten 4-karboxypyrazol som inte har någon påverkan på enzymet ADH in vitro. Andra metaboliter är till exempel Pyrazol. Enzymerna som bryter ner fomepizol är hittills ej kända. Fomepizol utsöndras i urinen men endast 2 till 3 % av fomepizol påverkas inte av kroppen och utsöndras oförändrat ur urinen.
Fomepizol är dialysbart.